# Orvillers-Sorel
Orvillers-Sorel ist eine französische Gemeinde mit 519 Einwohnern (Stand: 1. Januar 2022) im Département Oise in der Region Hauts-de-France (vor 2016 Picardie). Sie gehört zum Arrondissement Compiègne und zum Kanton Estrées-Saint-Denis. 

## Geographie
Die Gemeinde Orvillers-Sorel liegt im Nordosten des Départements Oise, etwa 25 Kilometer nordnordwestlich von Compiègne. Umgeben wird Orvillers-Sorel von den Nachbargemeinden Hainvillers im Nordwesten und Norden, Boulogne-la-Grasse im Norden, Conchy-les-Pots im Nordosten, Biermont im Osten, Ricquebourg und La Neuville-sur-Ressons im Südosten, Cuvilly im Süden sowie Mortemer im Westen. Unmittelbar östlich von Orvillers-Sorel verlaufen die Autoroute A1 und die Eisenbahn-Hochgeschwindigkeitsstrecke LGV Nord. 

## Bevölkerungsentwicklung
| Jahr                       | 1962 | 1968 | 1975 | 1982 | 1990 | 1999 | 2006 | 2013 | 2021 |
| Einwohner                  | 300  | 278  | 278  | 291  | 320  | 422  | 510  | 505  | 521  |
| Quellen: Cassini und INSEE |      |      |      |      |      |      |      |      |      |

## Sehenswürdigkeiten

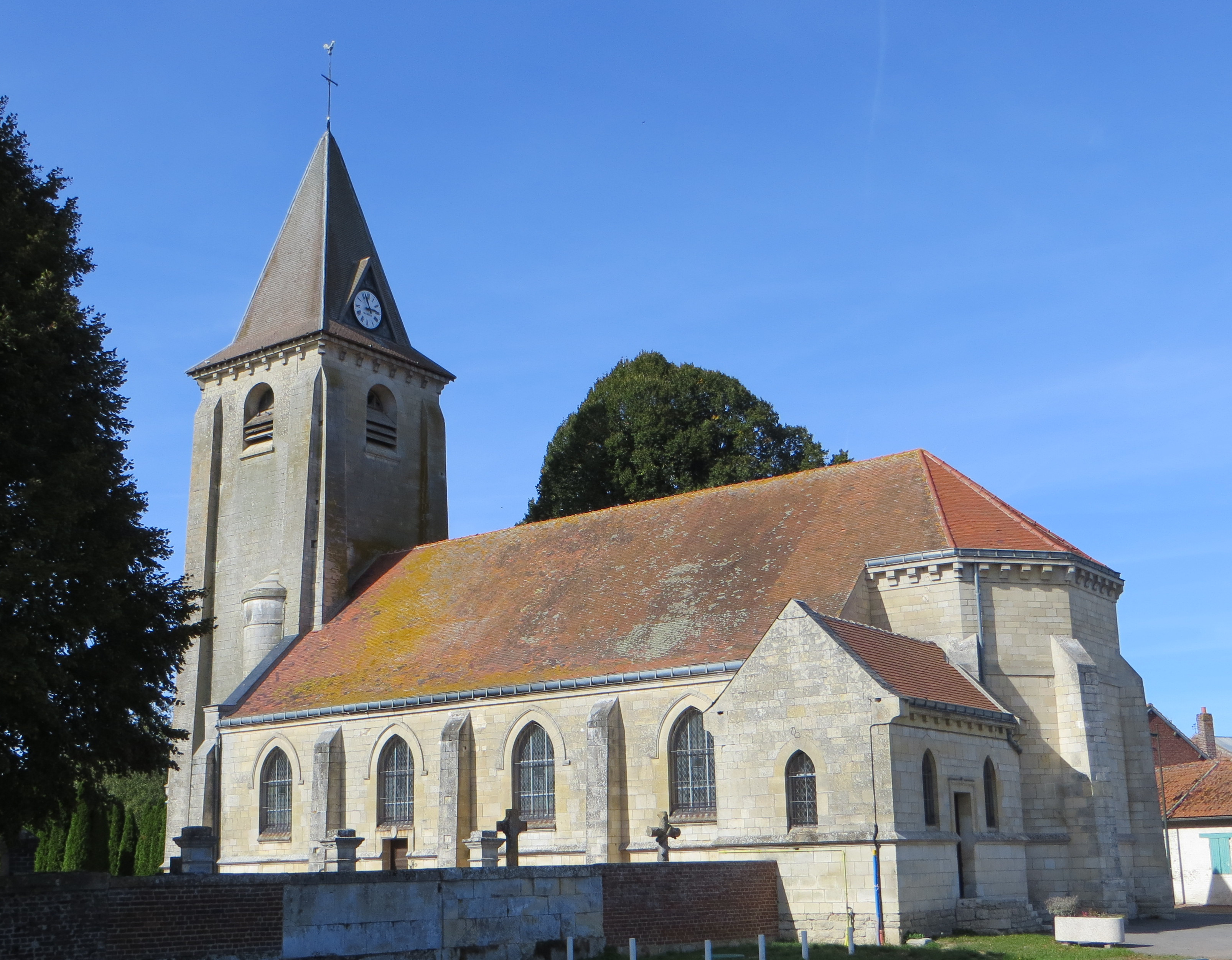
Kirche Saint-Martin
- Kapelle Saint-Claude

'* Wasserturm
- Kirche Saint-Martin